# WWE Diva Search

Logo de la WWE Diva Search 2007

La WWE Diva Search va ser un concurs de la World Wrestling Entertainment (WWE). Aquest concurs va ser realitzat cada any amb la finalitat de trobar una diva (lluitadora femenina) nova per a la plantilla de l'empresa. El concurs va ser implementat en el 2003 i la seva última edició va ser el 2007.
La guanyadora d'aquest concurs (a excepció de l'any 2003) rebia un premi de 250.000 dòlars, a més d'un contracte d'un any amb la WWE.
Algunes participants, malgrat no guanyar el concurs, són contractades per l'empresa a causa de la seva personalitat o alguna qualitat que posseeixi. Clars exemples d'això són Candice Michelle, Maria Kanellis i Kristal Marshall.

## Guanyadores
- 2003 - Jaime Koeppe
- 2004 - Christy Hemme
- 2005 - Ashley Massaro
- 2006 - Layla El
- 2007 - Eve Torres
- 2013 - Natalie Coyle